# Al Adl Wal Ihsane
Al Adl Wal Ihsane (arabe : العدل و الإحسان, littéralement : Justice et Bienfaisance ou Justice et Spiritualité) est un mouvement islamiste marocain créé en 1973 par Abdessalam Yassine, non reconnu mais toléré par les  autorités marocaines,.

## Fondateur: Cheikh Abdessalam Yassine
Son fondateur, Abdessalam Yassine, un ancien inspecteur dans le ministère de l'Éducation nationale marocain fut initialement membre de la Zaouiya Boutchichia, une confrérie soufie qu'il quitte après en avoir déploré l'évolution et aussi parce qu'il fut écarté de la succession à la fonction de chef de confrérie après la mort de ce dernier au profit de son fils. Yassine fut fortement influencé à ses débuts par la pensée de Sayyid Qutb, il considère que la société marocaine vit dans la fitna (division) sous un régime de jâhilîya (ignorance).  Après l'avènement de la révolution iranienne et l'arrivée de Khomeini au pouvoir, Yassine se mit également à prôner pour le Maroc un système politique inspiré du Velayat-e faqih iranien.[réf. nécessaire]

### Parcours
Abdessalam Yassine est né en 1928. Son père, un paysan pauvre, appartenait à la famille des "Ait-Bihi", il se proclame berbère idrisside originaire de la contrée d'"Oullouz" dans le Souss (sud du Maroc). Il effectue ses études primaires dans une école fondée à Marrakech par Mohamed Mokhtar Soussi. Après quatre années d'études, il obtient le diplôme de l'institut Ibn Youssef. Il termine ses études à l'école de formation des instituteurs de Rabat en 1947, puis exerce dans l'éducation nationale, durant vingt ans, il fut amené à représenter le Maroc dans de nombreuses rencontres pédagogiques internationales. En 1968, il a fut démis de ses fonctions sans aucune décision administrative, il fut mis à la retraite en 1987.[réf. souhaitée]

### Expérience soufie
En 1965 il intègre la confrérie soufie Zaouiya Al Boutchichia où il accompagne le cheikh Hadj El Abbas, après sa mort Abdessalam Yassine quitte la confrérie et fonde quelques années plus tard le mouvement "Justice et Spiritualité".

### La lettre à Hassan II et la naissance du mouvement
En 1974, Abdessalam Yassine donne un conseil au roi Hassan II sous forme d'une lettre de plus d'une centaine de pages intitulée "L'islam ou le déluge", et pour laquelle il a été emprisonné sans jugement pendant trois ans et six mois.
En 1975, Abdessalam Yassine menace d'une grève de la faim qui a duré 5 mois. Cette démarche lui vaut internement dans un asile psychiatrique ensuite mise en prison, et enfin en résidence surveillée à la fin du règne du monarque.
Yassine fut totalement libre de ses mouvements à l'avènement du règne de Mohammed VI, il reprit une action politique très intense, multipliant les déplacements et les meetings non autorisés. Il envoie  un nouveau mémorandum À qui de droit très véhément au nouveau roi, mémorandum qui fut ignorée et n'a pas de conséquences.[réf. nécessaire]
Ces Mémorandums s'inscrivent dans le cadre de l'idéologie de Yassine, qui prétend s'ériger en autorité morale et religieuse ultime au Maroc à l'exemple de son modèle Khomeini en instituant une réplique de Velayat-e faqih de la république islamique d'Iran au Maroc.[réf. nécessaire]
1981-1983 : Il fonde une Jamaa Islamia (mouvement de l'islam) ; mais malgré la diversité des noms qu'il lui donne, d'Ousrat Al Jamaa à l'Association de la Jamaa en passant par Al Jamaa Al khairira (l'association de bienfaisance), elle n'est jamais reconnue par les autorités.
Septembre 1987 : Al Jamaa Al khairira prend le nom de Al-Adl wa l-Ihsane (Justice et Spiritualité), sous la direction d'Abdessalam Yassine.

### Culte de la personnalité autour de Abdesslame Yassine
L'association a été critiquée pour être centrée autour de la personnalité de son leader charismatique et pratiquer un culte de la personnalité. Mais les membres nient pratiquer ce culte de la personnalité. L'association tient fréquemment des réunions où Yassine parle à ses disciples de ses rêves : roûyia, il affirme y voir le prophète, ses disciples aiment les interpréter sous un jour très favorable au mouvement.

## Nombre de membres
Selon le politologue spécialiste de l’islamisme marocain, Mohamed Darif : « Pour les autorités marocaines, les membres de Justice et Bienfaisance seraient entre 30 000 et 40 000 membres. Mais les responsables du mouvement islamiste estiment que celui-ci compte près 200 000 adhérents ».
À la suite d'une descente de la police en mai 2006 dans les locaux du parti et la saisie du matériel informatique ainsi que du fichier des adhérents, il s'est avéré que le mouvement comptait à peu près 100 000 membres actifs avec probablement 25 000 sympathisants non membres.

## Idéologie
Même si elle n'est pas formulée clairement, l'idéologie du mouvement diffère substantiellement de celle des autres mouvements du courant religieux islamiste. Le discours du mouvement est également critique envers le pouvoir en place. Le projet politique est l'instauration d'un État civil. Une autre idée forte de Yassine est d'islamiser la modernité, en conciliant exigences de progrès technologiques et sociaux avec la pratique de l'islam authentique. C'est le projet qu'il défend dans Islamiser la modernité (Al Ofok Impressions, 1998). Le mouvement affirme « vouloir changer la société marocaine par l'éducation et non par la contrainte ».

### Impasse politique
Al Adl wal Ihssane se dit un mouvement non violent et rejette le système politique marocain tel qu'il est actuellement et en particulier le fait que le roi soit également chef religieux ou Amir Al Mouminine selon la constitution. 

### Autres partis islamistes
Contrairement au Parti de la justice et du développement (PJD) qui demeure légaliste, Al Adl Wal Ihsane s'oppose à l'article de la constitution marocaine qui dispose que le roi est également amir al mouminine (« commandeur des croyants »). Al Adl Wal Ihsane a pour but l'instauration du califat, mais en cela le parti s'oppose à l'usage de la violence, un État appliquant la justice et redistribuant les richesses du pays au peuple marocain, un État islamique appliquant la charia et bâti sur le modèle de l'État instauré par le prophète Mahomet et des 4 califes bien-guidés.
La crainte du mouvement est que le parti islamiste légaliste le Parti de la justice et du développement ne rafle toutes les voix islamistes et finisse par le marginaliser. Certains cadres du mouvement s'impatientent et voudraient rentrer dans le jeu politique afin de sortir de l'impasse.

### Récent tournant idéologique
Depuis le printemps arabe et le discours du 9 mars du roi Mohammed VI sur le changement de la constitution, un tournant idéologique semble s'opérer au sein du mouvement, en effet sur le site de l’association islamiste marocaine, on peut lire : Nous appelons à la mise en place d'un État civil moderne sans droit divin et où personne ne peut prétendre à la sacralité et où personne n’a de délégation divine. Un État où le peuple aura la souveraineté, son pouvoir selon ses croyances et ses choix.
Fathallah Arsalane porte parole du mouvement, nuance la position du mouvement dans le journal Akhbar Al yaoum (édition du 25 mars 2011) en expliquant que : notre conception de l’État civil n’est pas issue d’une conception laïque de l’État. Elle tire son origine de la nécessité de garantir le droit des minorités, la séparation des pouvoirs, l’alternance pacifique du pouvoir, l’attachement au dialogue
Nadia Yassine, la fille d'Abdeslam Yassine a récemment déclaré au journal en ligne fr.lakome.com nous sommes plus proche du modèle turc et que le modèle de Wilayat al FAqih était dépassé. Dans un entretien accordé à l'hebdomadaire arabophone « Al Oussbouia al Oukhra », Nadia Yassine s'est déclarée ouvertement républicaine affirmant que la monarchie ne convenait pas au Maroc et que sa fin était proche, ce qui a fait réagir les autorités marocaines en la convoquant au tribunal de première instance de Rabat. Son procès est en cours ou reporté sine die.[réf. nécessaire]
En 2024, le mouvement prône à travers le manifeste sur la création d'un parti politique, la mise en place d'une monarchie parlementaire avec un roi au rôle cérémonial à travers l'élection d'une assemblée constituante,.

## La répression contre le mouvement
Al Adl Wal Ihsane connaît des vagues d'arrestations et d'intimidations, les forces de l'ordre mènent de vastes opérations policières contre Al Adl Wal Ihsane à travers tout le Maroc. Cette répression s'est intensifiée à la suite des journées « portes ouvertes » organisées par le mouvement, pour se faire connaître du grand public.

## Prosélytisme
Le mouvement est très actif dans les universités où il pratique un prosélytisme très actif. Ils ont totalement noyauté le plus grand syndicat étudiant : l'Union nationale des étudiants du Maroc(UNEM) qui était à l'origine un mouvement de gauche proche de l'Union socialiste des forces populaires puis des mouvements marxistes léninistes comme Ila Al Amame et 3 mars. En tant qu'ancien inspecteur de l'enseignement, Abdesslame Yassine a toujours considéré l'université comme un lieu stratégique pour diffuser ses idées et convertir à partir de là progressivement l'ensemble de la société marocaine en l'éduquant, dans la bienfaisance et selon l'Islam authentique.

### Hors Maroc
Le mouvement compte des adeptes en France, Belgique, Canada et Pays-Bas et trouve un début d'insertion aux États-Unis. Nadia Yassine donne régulièrement des conférences en Europe. Ces dernières années le mouvement a commencé à recruter en Europe et aux États-Unis, au sein des communautés de la diaspora marocaine, où il dispose de solides relais. Il a également noué des liens très étroits avec diverses organisations islamistes[réf. nécessaire] au Moyen-Orient notamment en Égypte en Jordanie et au Soudan.